# Tratado de Salvaterra de Magos
O Tratado de Salvaterra de Magos, surgido após as chamadas Guerras fernandinas, foi acordo para procurar consolidar a paz entre as duas coroas, Reino de Castela e Reino de Portugal, em 2 de abril de 1383, Fernando I de Portugal acordava no casamento de sua filha herdeira que tinha 10 anos, Beatriz de Portugal, com Juan I de Castela. No entanto, para evitar uma possível união futura dos dois reinos, ficaram estabelecidas as regras de sucessão ao trono português, que acordava que D. Leonor Teles ficaria no poder português enquanto D. Beatriz ainda não tivesse idade para reinar e ainda não tivesse um filho.
As principais cláusulas do diploma estipulavam:
- "Que os reinos de Portugal e Algarve, em quanto ser pudesse, nunca fossem juntos aos Reinos de Castela, mas sempre reinos por si, como os possuíram seus antigos avós, o que era grande dúvida se el Rei Dom João e a Infante Dona Beatriz houvessem o Regimento deles, mormente que para tal governança cumpria de haver pessoas que soubessem as condições dos povos" (Fernão Lopes, Crónica de D. Fernando, capítulo CLVIII), ou seja, os procuradores dos Concelhos para isso tinham de ser ouvidos em Cortes;[2]
- Que "o Reino ficasse desembargado à Infanta Dona Beatriz, e que os naturais do Reino fizessem todos menagem que em tal caso a houvessem a ela por sua Rainha e senhora", e que o Rei de Castela se pudesse chamar Rei de Portugal, se D. Fernando viesse a falecer sem herdeiro varão;[3]
- A sucessão da Coroa portuguesa para os filhos de ambos, caso os viesse a haver;[3]
- A sucessão da Coroa portuguesa para o rei de Castela e seus descendentes, não havendo filhos do casamento entre D. Beatriz e D. João, não havendo outras filhas legítimas de D. Fernando, nem descendentes legítimos destas, se Beatriz viesse a falecer primeiro que o rei castelhano;[3]
- A atribuição da regência do reino "assim na justiça como em todas as outras coisas da maior até à mais pequena que ao Regimento dum Reino pertencem" a D. Leonor Teles, caso falecesse D. Fernando sem mais herdeiros e enquanto Beatriz não tivesse filho varão de catorze anos;[3]
- Havia ainda cláusulas quanto à cunhagem de moeda, convocação das Cortes, guerra, e outras.

Em termos historiográficos, a Crónica de D. Fernando (cap. CLVII e seguintes), é a melhor fonte disponível para esta convenção; Pero Lopez de Ayala também se lhe refere e dá mais um ou outro pormenor na sua Crónica de el Rei Dom João o Primeiro de Castela e de Leão, ano quarto, capítulo V; por fim, nas suas Provas da História Genealógica da Casa Real, António Caetano de Sousa fornece-nos documentos em castelhano sobre o tratado.
Nas posteriores Cortes de Coimbra de 1385, o jurista João das Regras, que apoiava o mestre de Avis como candidato ao trono de Portugal, defendeu que o desrespeito pelas cláusulas do Tratado de Salvaterra de Magos excluía o casal D. Beatriz e João I de Castela do trono de Portugal.